# Whittington (Lancashire)
Pour les articles homonymes, voir Whittington.
Whittington est un village et une paroisse civile du Lancashire, en Angleterre.